# Charles Schlewer
Karl „Charles“ Schlewer (* 15. März 1901 in Straßburg; † 27. November 1986 ebenda) war ein französischer Ruderer.

## Biografie
Charles Schlewer trat als Jugendlicher dem 1911 gegründetem Straßburger Ruderverein Cercle de l'Aviron de Strasbourg bei. Er nahm an den Olympischen Sommerspielen 1920 in Antwerpen teil. Mit dem französischen Boot schied er in der Achter-Regatta im Halbfinale aus. Bei den Europameisterschaften 1922 in Barcelona gewann er mit dem französischen Vierer mit Steuermann die Goldmedaille. Damit gilt er als bisher erfolgreichster Vertreter seines Vereins.